# 緒明泰平
緒明 泰平（おあけ たいへい、1920年4月15日 - 1997年8月30日）は、日本の経営者。静岡銀行頭取を務めた。東京都出身。兄は三菱商事社長を務めた三村庸平。

## 経歴
1942年9月に慶應義塾大学法学部政治学科を卒業し、海軍大尉を経て、1946年11月に千代田火災海上保険に入社。
1949年6月に静岡銀行に転じ、1968年10月に取締役に就任し、1971年11月に常務、1973年11月に専務を経て、1975年5月に副頭取を就任し、1978年6月に頭取に昇格。1983年6月に取締役相談役を経て、1985年6月から相談役を務めた。
1983年11月に藍綬褒章を受章し、1990年11月に勲三等瑞宝章を受章。
1997年8月30日腎不全のために死去。77歳没。